# Asterina himantia
Asterina himantia är en svampart som först beskrevs av Christiaan Hendrik Persoon, och fick sitt nu gällande namn av Pier Andrea Saccardo 1891. Asterina himantia ingår i släktet Asterina och familjen Asterinaceae.   Inga underarter finns listade i Catalogue of Life.
I den svenska databasen Dyntaxa används istället namnet Omphalospora himantia för samma taxon.  Arten är reproducerande i Sverige.